# Jefferson (estado sureño propuesto)

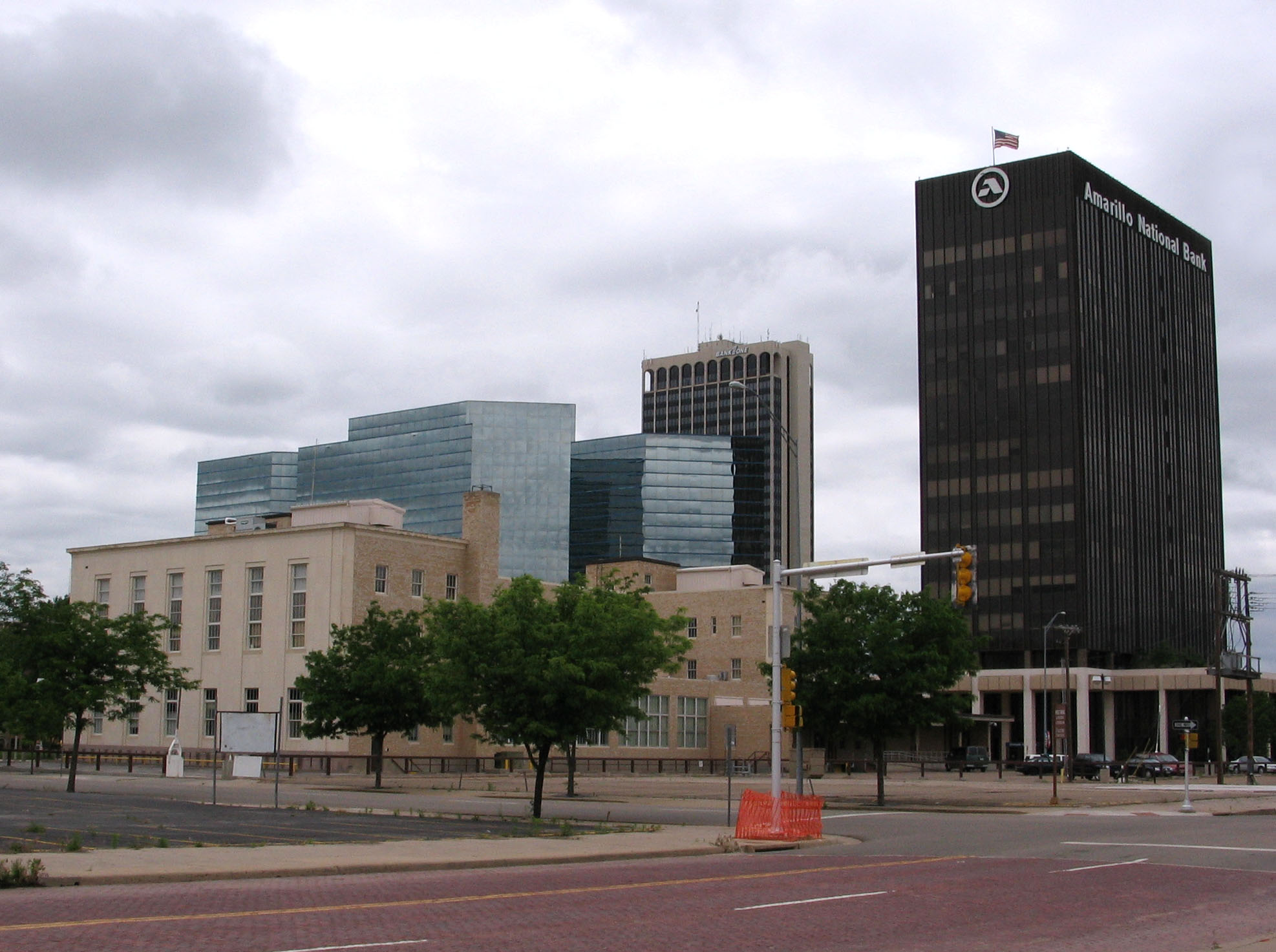
Amarillo es la mayor ciudad del Saliente Nor-Oeste (Panhandle) de Texas.

Jefferson (en inglés: State of Jefferson) es el nombre de un Estado propuesto en 1915 por la Asamblea Legislativa de Texas.

## La justificación legal del Proyecto
Tanto en la Resolución Conjunta de Anexión de Texas como en el Acta de Admisión de Texas, bases legales por las que se admitía al Estado de Texas en los Estados Unidos en 1845, se admitía la posibilidad de que de Texas se pudieran segregar hasta cuatro Estados, aunque la aprobación final dependía del Congreso de Estados Unidos:

“New States of convenient size not exceeding four in number, in addition to said State of Texas and having sufficient population, may, hereafter by the consent of said State, be formed out of the territory thereof, which shall be entitled to admission under the provisions of the Federal Constitution.”
«Los nuevos Estados de tamaño adecuado y que tengan población suficiente, en número no superior a cuatro, excluyendo al así llamado Estado de Texas, pueden, con el consentimiento de dicho Estado, segregarse y ser admitidos en la Unión según las previsiones de la Constitución Federal [de Estados Unidos]»

## El nombre del Estado
El proyectado Estado, se decidió por el nombre de Jefferson en honor de Thomas Jefferson, Padre Fundador de los Estados Unidos y su tercer Presidente, aunque no ha sido el único caso en que se ha elegido dicho nombre.

## El recorrido del Estado de Jefferson
En 1914 se realizó el decimotercer censo de población en Texas, que mostró la inadecuación entre la distribución de población y los distritos electorales, y provocó profundo descontento en la zona.
En consecuencia, los representantes de los distritos senatoriales 25, 26, 28 y 29, elevaron a la Asamblea Legislativa de Texas una Proposición de Ley para erigir un Estado en la región del saliente (panhandle) noroeste de Texas en 1915 que fue admitida a trámite. 
La proposición fue discutida en la Cámara, pero no llegó a aprobarse, al no ser apoyada más que por seis senadores estatales.

## El territorio

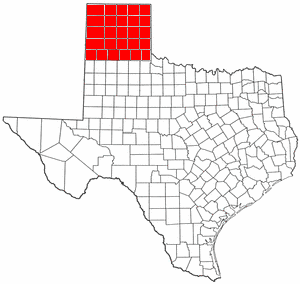
El Estado de Jefferson en el Saliente de Texas.

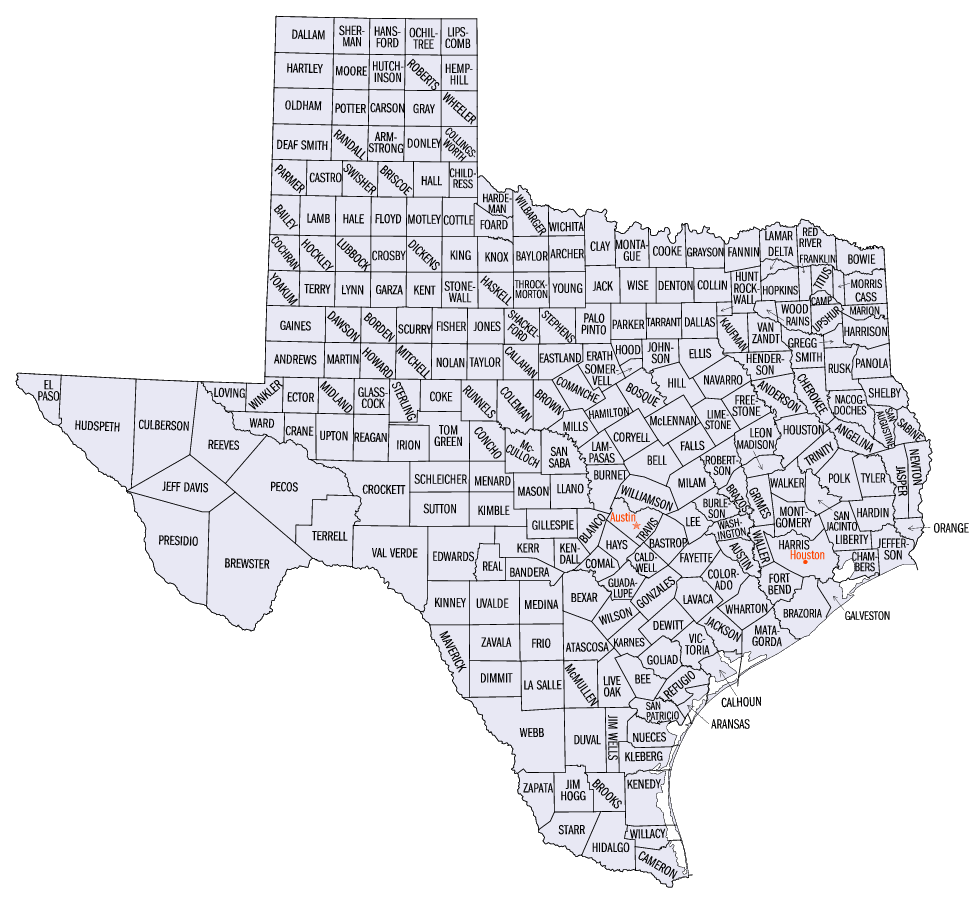
Mapa de los Condados de Texas.

El proyectado Estado de Jefferson se formaría en el Saliente Nor-Oeste de Texas,según los límites reconocidos en el Compromiso de 1850 estando integrado por 26 condados:
- Armstrong
- Briscoe
- Carson
- Castro
- Childress
- Collingsworth
- Dallam
- Deaf Smith
- Donley
- Gray
- Hall
- Hansford
- Hartley
- Hemphill
- Hutchinson
- Lipscomb
- Moore
- Ochiltree
- Oldham
- Parmer
- Potter
- Randall
- Roberts
- Sherman
- Swisher
- Wheeler